# Cubanoptila
Cubanoptila is een geslacht van schietmotten uit de familie Glossosomatidae.

## Soorten
Deze lijst van 10 stuks is mogelijk niet compleet.
- C. botosaneanui K Kumanski, 1987
- C. cubana JL Sykora, 1973
- C. grimaldii W Wichard, 1995
- C. longiscapa W Wichard, 2007
- C. madremia L Botosaneanu, 1977
- C. mederi W Wichard, 1989
- C. muybonita L Botosaneanu, 1977
- C. poinari W Wichard, 1989
- C. purpurea JL Sykora, 1973
- C. tridens L Botosaneanu, 1998